# Bowlingweltmeisterschaften 2010
Die Bowlingweltmeisterschaften 2010 fanden im August 2010 in der deutschen Gemeinde Unterföhring (Landkreis München) statt. Austragungsort war der Dream Bowl Palace. Es nahmen Athleten aus 66 Ländern teil.

## Männer

### Einzel
| Platz | Sportler        | Land |
| ----- | --------------- | ---- |
| 1     | Bill O’Neill    | USA  |
| 2     | Choi Bok-eum    | KOR  |
| 3     | Dominic Barrett | ENG  |
|       | Chris Barnes    | USA  |

### Doppel
| Platz | Sportler                      | Land |
| ----- | ----------------------------- | ---- |
| 1     | Martin Paulsson Mathias Aarup | SWE  |
| 2     | Alex Liew Muhamad Aiman       | MYS  |
| 3     | Bodo Konieczny Jens Nickel    | DEU  |
|       | Patrick Allen Rhino Page      | USA  |

### Trios
| Platz | Sportler                                   | Land |
| ----- | ------------------------------------------ | ---- |
| 1     | Patrick Allen Rhino Page Wes Malott        | USA  |
| 2     | Ernesto Franco Jorge Rosado Alejandro Cruz | MEX  |
| 3     | Hsing-Chao Cheng Kun-Yi Hung Hao-Ming Wu   | TPE  |
|       | Bill O’Neill Chris Barnes Tommy Jones      | USA  |

### Fünferteams
| Platz | Land               |
| ----- | ------------------ |
| 1     | Vereinigte Staaten |
| 2     | Finnland           |
| 3     | Kolumbien          |
|       | Deutschland        |

### All Events
| Platz | Sportler      | Land |
| ----- | ------------- | ---- |
| 1     | Bill O’Neill  | USA  |
| 2     | Chris Barnes  | USA  |
| 3     | Jang Don-chul | KOR  |

### Masters
| Platz | Sportler      | Land |
| ----- | ------------- | ---- |
| 1     | Chris Barnes  | USA  |
| 2     | Patrick Allen | USA  |
| 3     | Wes Malott    | USA  |
|       | Choi Bok-eum  | KOR  |